# Gelobet seist du, Jesu Christ, BWV 91
Gelobet seist du, Jesu Christ (BWV 91) ist eine Kirchenkantate von Johann Sebastian Bach. Er komponierte sie 1724 in Leipzig für den 1. Weihnachtstag, den 25. Dezember 1724.

## Geschichte und Worte
Die Choralkantate aus Bachs zweitem Kantatenzyklus beruht auf dem Hauptlied für Weihnachten, Gelobet seist du, Jesu Christ (1524) von Martin Luther. Bach führte die Kantate am 25. Dezember 1724 auf. Es war die erste Kantate, die er in Leipzig für den 1. Weihnachtstag komponierte, denn im Vorjahr hatte er die Weimarer Kantate Christen, ätzet diesen Tag (1714) wieder aufgeführt. Die vorgeschriebenen Lesungen waren Tit 2,11–14  und Lk 2,1–14 , die Geburt Jesu und ihre Verkündigung an die Hirten. Der unbekannte Kantatendichter behielt die erste und letzte Strophe bei, erweiterte die 2. Strophe um Rezitative, formte die Strophen 3 und 4 zu einer Arie (Satz 3) um, Strophe 5 zu einem Rezitativ, Strophe 6 wieder zur Arie.
Bach führte die Kantate vier weitere Male am 25. Dezember auf, 1731, 1732 oder 1733, und zweimal in den 1740er-Jahren, also nachdem er 1734 sein Weihnachtsoratorium aufgeführt hatte, das in zwei Sätzen ebenfalls Strophen des Chorals enthält.

## Besetzung und Aufbau
Die Kantate ist festlich besetzt mit vier Solisten, Sopran, Alt, Tenor und Bass, vierstimmigem Chor, zwei Hörnern, Pauken, drei Oboen, zwei Violinen, Viola und Basso continuo. Die Besetzung hat Ähnlichkeit mit der in Teil IV des Weihnachtsoratoriums.
1. Coro: Gelobet seist du, Jesu Christ
2. Recitativo (+ Choral, Soprano): Der Glanz der höchsten Herrlichkeit
3. Aria (Tenor, Oboen): Gott, dem der Erden Kreis zu klein
4. Recitativo (Bass, Streicher): O Christenheit! Wohlan
5. Aria (Sopran, Alt): Die Armut, so Gott auf sich nimmt
6. Choral: Das hat er alles uns getan

## Musik
Im Eingangschor setzt Bach vier konzertierende Chöre ein, die Singstimmen, die Hörner, die Oboen und die Streicher. Das thematische Material des Ritornells erscheint auch als Zwischenspiel und grundiert die Vokalteile. Die Choralmelodie liegt im Sopran. Die Unterstimmen sind in der ersten und letzten Liedzeile imitatorisch geführt, in der zweiten und vierten akkordisch, in der zentralen Zeile erscheinen beide Formen auf die Worte „Von einer Jungfrau, das ist wahr“.
Im 2. Satz wird das Rezitativ kontrastiert von Choralzeilen, die von einer mehrfachen Wiederholung der 1. Choralzeile in doppeltem Tempo begleitet werden. Drei Oboen geben der Tenor-Arie eine ungewöhnliche Klangfarbe, während die Streicher dem folgenden Rezitativ Glanz verleihen. Die letzte Aria ist ein Duett, in dem „Armut“ und „Überfluss“ einander gegenübergestellt werden. „Menschlich Wesen“ erscheint in chromatisch aufsteigenden Linien, „Engelsherrlichkeiten“ in Koloraturen und Dreiklangsbrechungen.
Die Hörner spielen im Schlusschoral teilweise eigenständige Stimmen, vor allem im abschließenden Kyrieleis.

## Einspielungen
LP/CD
- J. S. Bach: Das Kantatenwerk – Sacred Cantatas Vol. 5. Gustav Leonhardt, Knabenchor Hannover, Collegium Vocale Gent, Leonhardt-Consort, Detlef Bratschke (Solist des Knabenchors Hannover), Paul Esswood, Kurt Equiluz, Max van Egmond. Teldec, 1979.
- J.S. Bach: Complete Cantatas Vol. 12. Ton Koopman, Amsterdam Baroque Orchestra & Choir, Lisa Larsson, Annette Markert, Christoph Prégardien, Klaus Mertens. Antoine Marchand, 2000.
- Bach Cantatas Vol. 14: New York. John Eliot Gardiner, Monteverdi Choir, English Baroque Soloists, Katharine Fuge, Robin Tyson, James Gilchrist, Peter Harvey. Soli Deo Gloria, 2000.
- J.S. Bach: Christmas Cantatas from Leipzig. Philippe Herreweghe, Collegium Vocale Gent, Dorothee Mields, Ingeborg Danz, Mark Padmore, Peter Kooij. Harmonia Mundi France, 2001.
- J. S. Bach: Cantatas Vol. 31. Masaaki Suzuki, Bach Collegium Japan, Yukari Nonoshita, Robin Blaze, Gerd Türk, Peter Kooij. BIS 2004.

DVD
- Johann Sebastian Bach: Gelobet seist du, Jesu Christ. Kantate BWV 91. Rudolf Lutz, Chor und Orchester der J. S. Bach-Stiftung, Monika Mauch (Sopran), Margot Oitzinger (Alt), Bernhard Berchtold (Tenor), Peter Kooij (Bass). Samt Einführungsworkshop sowie Reflexion von Ludwig Stocker. Gallus Media, 2017.[1]